# Grå myrtörnskata
Grå myrtörnskata (Thamnophilus schistaceus) är en fågel i familjen myrfåglar inom ordningen tättingar.

## Utseende och läte
Hane grå myrtörnskata är enfärgat grå, medan honan är gulbrun med olivfärgad undersida. Jämfört med andra honor av myrtörnskator har honan av denna art mer kontrasterande rödaktig hjässa. Sången består av en serie accelererande "awh" som avslutas med en fallande slutpunkt.

## Utbredning och systematik
Grå myrtörnskata delas in i tre underarter med följande utbredning:
- Thamnophilus schistaceus heterogynus – förekommer från östligaste Colombia till södra och centrala Amazonområdet i Brasilien
- Thamnophilus schistaceus capitalis – förekommer i östra foten av Anderna i sydöstra Colombia, östra Ecuador och nordöstra Peru
- Thamnophilus schistaceus schistaceus – förekommer i tropiska sydöstra Peru till norra Bolivia och södra Amazonområdet i Brasilien

## Levnadssätt
Grå myrtörnskata hittas i skogar i de lägre och mellersta skikten. Den ses ofta som en del av kringvandrande artblandade flockar.

## Status och hot
Arten har ett stort utbredningsområde, men tros minska i antal, dock inte tillräckligt kraftigt för att den ska betraktas som hotad. Internationella naturvårdsunionen IUCN listar arten som livskraftig (LC).